# 68
سنة 68 م (بالأرقام الرومانية: LXVIII) كانت سنة كبيسة تبدأ يوم الجمعة (الرابط يظهر نموذج الجدول الزمني الكامل للسنة) من التقويم اليولياني. بدأت تسمية السنة ب68 منذ العصور الوسطى المبكرة، عندما أصبح تقويم أنو دوميني هو الأسلوب السائد في أوروبا لتسمية السنوات.

## وفيات
- 25 أبريل وفاة القديس مرقس.
- 9 يونيو وفاة الأمبراطور نيرون امبراطور الأمبراطورية الرومانية العظيمة.